# Muséum Albany
Le muséum Albany est un musée situé à Grahamstown en Afrique du Sud. Fondé en 1855, il s'agit du second musée le plus vieux d'Afrique du Sud. Le muséum Albany est affilié à l'université Rhodes. Il est divisé en plusieurs musées et bâtiments : le Fort Selwyn — un monument historique —, un musée d'Histoire, un musée des sciences naturelles, l'Observatory — une maison historique — et le Provost — une prison historique —.